# Pseudohyaleucerea minima
Pseudohyaleucerea minima là một loài bướm đêm thuộc phân họ Arctiinae, họ Erebidae.